# Drásala
Drásala (Styphelia) je rod rostlin z čeledi vřesovcovité. Jsou to drobnolisté keře, rozšířené v počtu asi 23 druhů v Austrálii, Tasmánii, Nové Guineji, Malých Sundách a Nové Kaledonii.

## Popis
Stálezelené keře. Slanomilné až suchomilné. Listy malé, střídavé, na stonku ve spirále, nebo čtyřstranně položené, bylinné, nebo kožovité, jednoduché. Listové čepele celokrajné, ploché nebo stočené.
Květy oboupohlavné, samosprašné, je opylována hmyzem, ptáky.
Květy jednotlivé, nebo v květenství (2 nebo 3 dohromady), pokud jednotlivě, axilární. Květy malé až středně velké, vonné, nebo bez zápachu.
Plod masitý, suchý nebo mírně dužnatý, peckovice s jedním semenem. Některé druhy plodů jedlé.

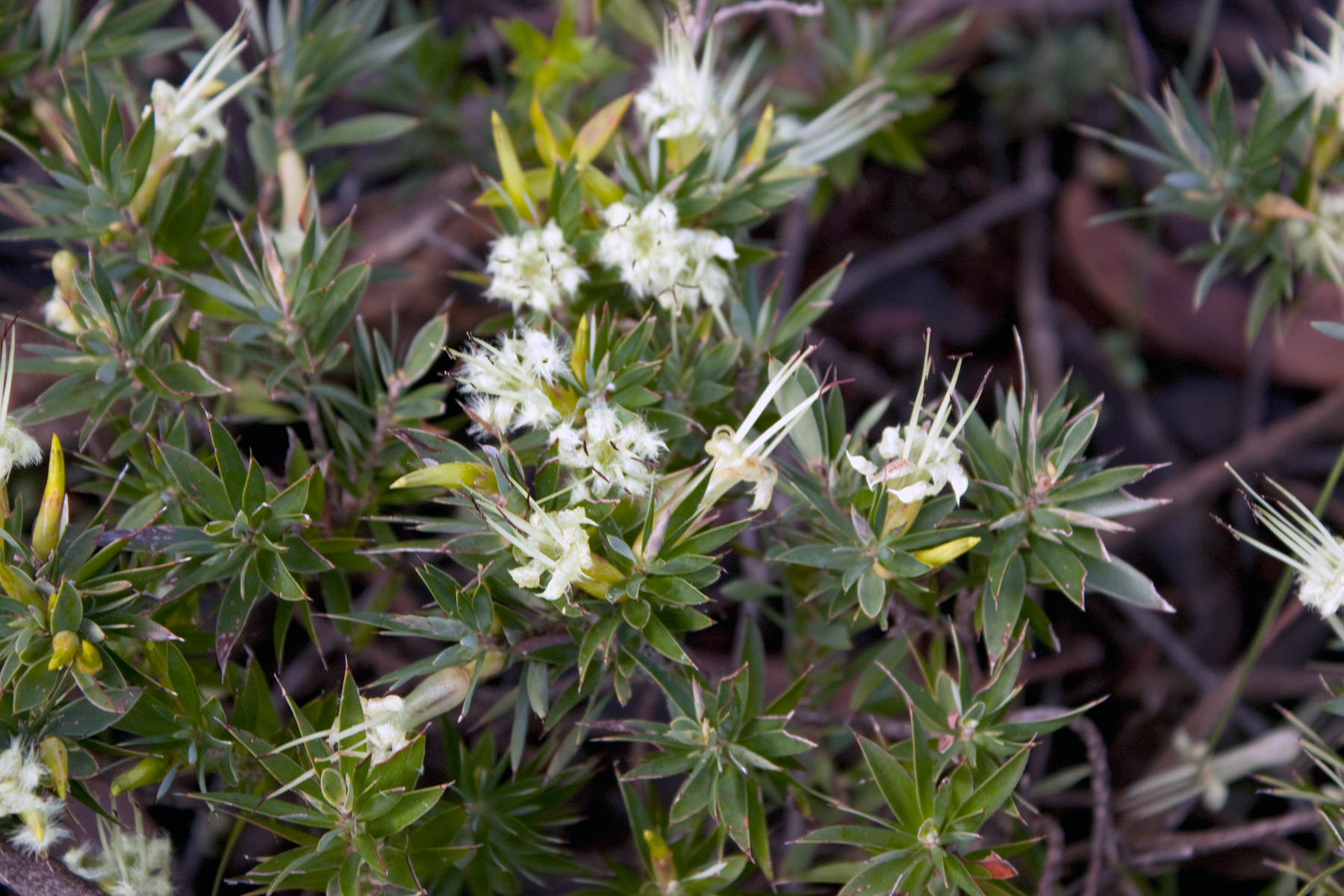
Styphelia adscendens
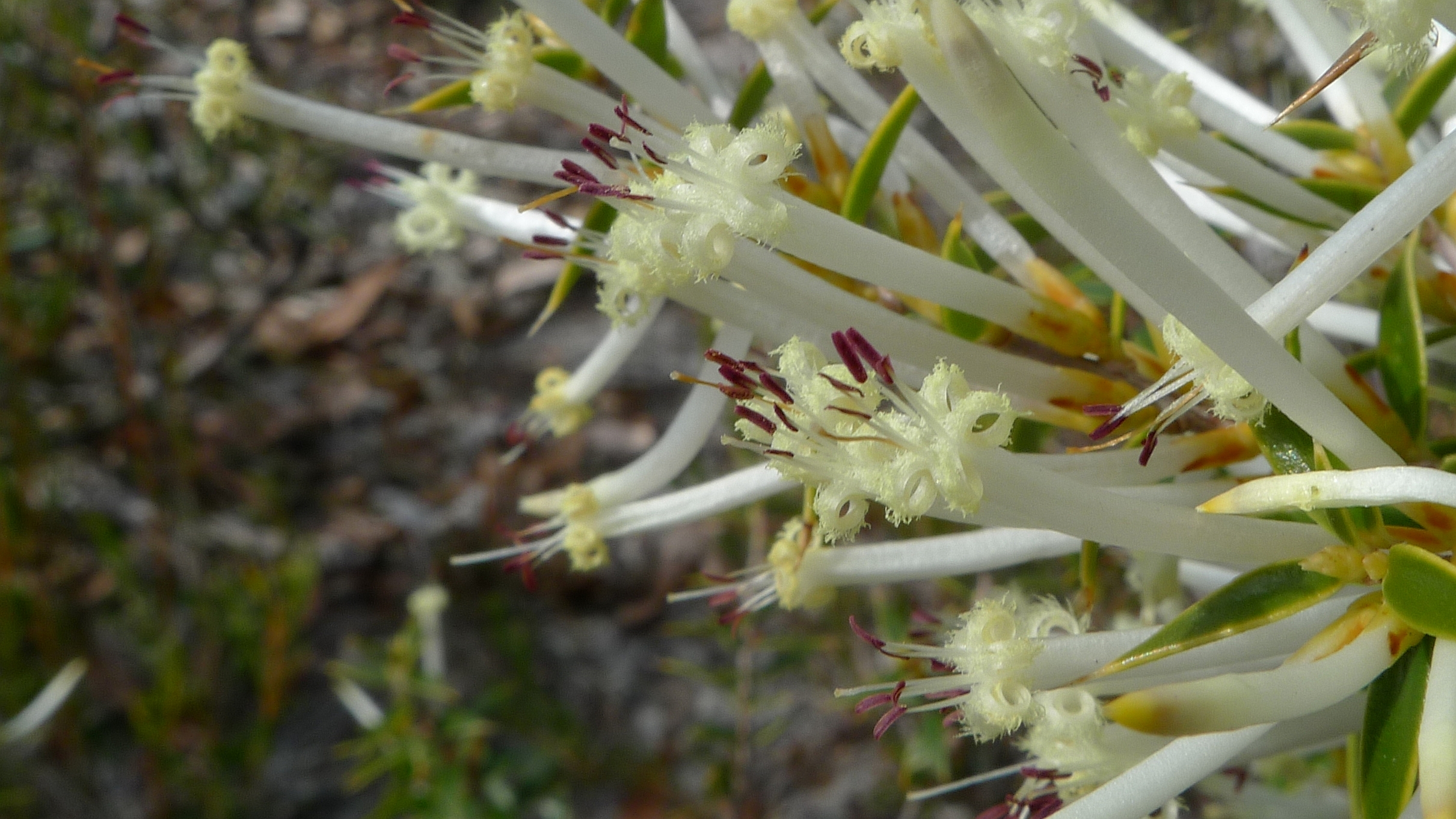
Květy Styphelia tenuiflora
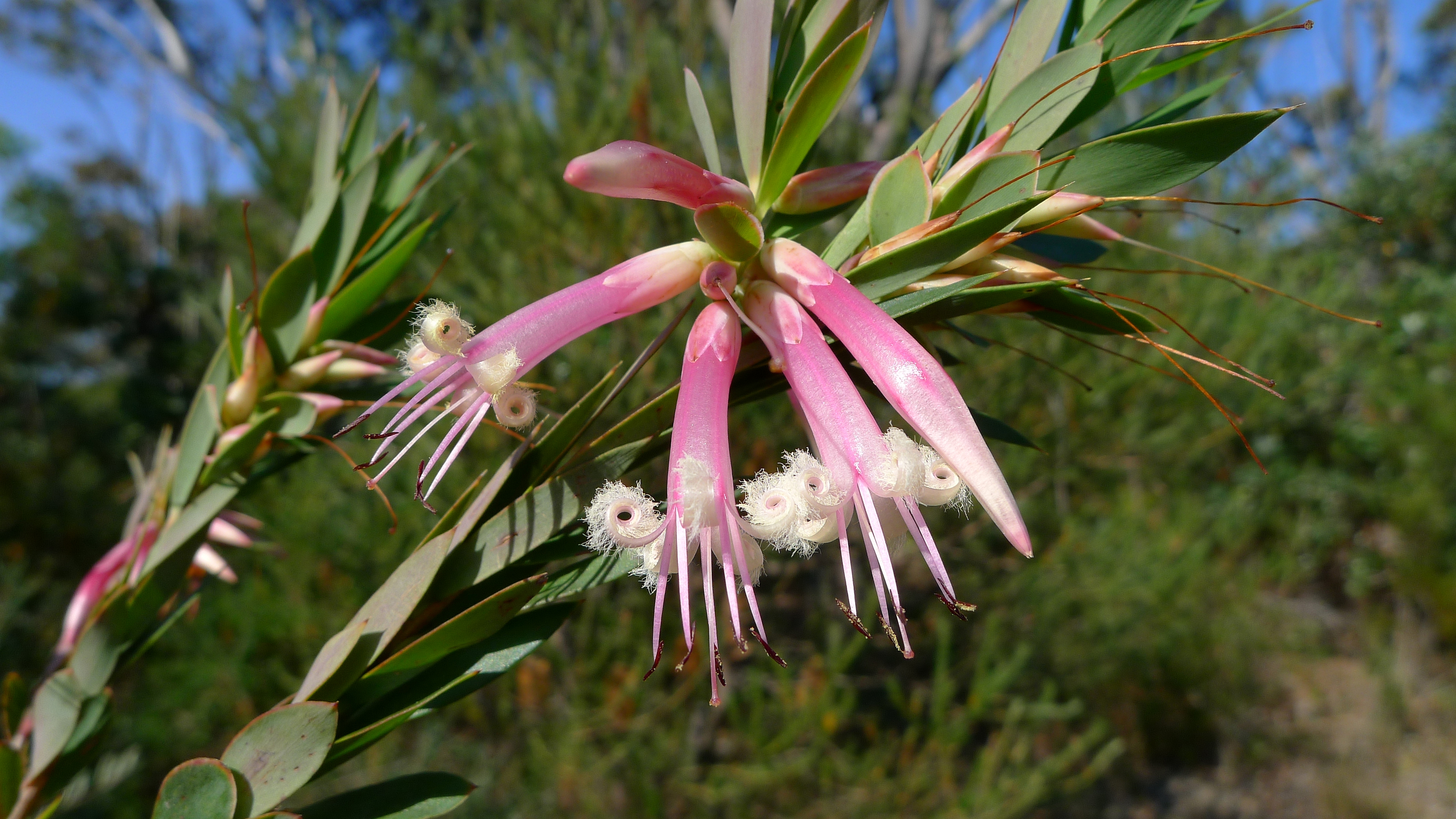
Kvetoucí Styphelia triflora

Mnoho druhů formálně zařazených v tomto rodu má být zařazeno do jiných rodů jako je Acrothamnus, Agiortia, Astroloma, Brachyloma, Croninia, Cyathopsis, Leptecophylla, Leucopogon, Lissanthe a Planocarpa.